# Tabanlı
Tabanlı (Koerdisch: Sorsorat) is een dorp centraal gelegen in het district Van in de gelijknamige provincie in Turkije. Het ligt op zo'n 30 km van de stad Van. 

## Aardbeving
Op 23 oktober 2011 vond er in Van een aardbeving plaats met een kracht van 7,2 op de schaal van Richter. Het epicentrum van deze beving lag in Tabanlı.